# 西野名菜
西野 名菜（にしの なな、1986年4月29日- ）は、日本の歌手（シンガーソングライター）、プロダンサー、振付師、ミュージカルプロデューサー。東京都出身。

## 人物・経歴
4歳よりクラシックバレエを始め、谷桃子バレエ団の「白鳥の湖」「シンデレラ」など、研究生のオーディションに最年少で受かり出演。
小学2年生からフィギュアスケートを始め、小学生で2度の全国大会に東京代表で出場した経験を持つ。
2003年にダンスチーム『SQUALL NOIZE』を結成。
テレビ番組「スーパーチャンプル」出演で注目を集めた後、2009年によしもとR&Cより歌手デビュー。その後、3rdシングルCDまで発売し、その後事務所を退所。
2012年には乃木坂46のダンス指導としてテレビ東京「乃木坂って、どこ?」ダンスナンバー振り付けを行い、同年、堂本光一「Gravity」ツアーメンバーに抜擢。
2013年から山下智久のＰＶ出演やバックダンサーを行いつつも、Sonar Pocketのライブコーラスを担当し、同年のアカペラ日本大会東日本選手権にて優勝を果たす。
2014年にはW-inds. 千葉涼平、植木豪主演、演出のダンスミュージカル「WASABEATS」に出演し、翌年にはBeatbox日本代表チームの一員としてドイツで行われた世界大会に出場するなど、多彩なジャンルにて活動の場を拡げる。
2017年、自身の企画・作詞・作曲・振付・出演のオリジナルミュージカル「Women Only」を公演。
2018年、ジェジュン「Your love」PVにダンサーとして出演し、同年より山下智久「Unleased」のツアーダンサー他PV、TV出演。浅田真央サンクスツアーではフィギュアスケートの振付協力を行った。
2019年には、TWICE (韓国の音楽グループ)の日本ドームツアーにて日本人バックダンサーのリーダーを務める傍ら、ワンマンライブを開催。
翌年2020年、1stオリジナルフルアルバム『NEW WORLD』を発売。
その後も、ライブ配信アプリで活動を続け、2022年に2ndオリジナルフルアルバム『No tears,No future』を発売。
2023年、自身で企画、キャスティング、劇中歌全曲・作詞・作曲、振付、演出、脚本の全てを行い、オリジナルミュージカル『DREAM AGAIN』を主催。
現在もシンガーソングライター、楽曲提供、コーラスプロデュース、振付師、バックダンサーと幅広く活動しながらも、自身のオリジナルミュージカルを世界へ発信すべく活動中。
活動の傍ら動物保護活動へも積極的に参加し、保護団体の施設へボランティア活動を行うだけでなく、チャリティ企画として自身で楽曲を作成し配信も行っている。現在は3匹のフェレットの里子と一緒に暮らしている。

## ディスコグラフィー

### シングル
1. Open your eyes（2009年1月28日発売）
  1. Open your eyes（「「スーパーチャンプル」1月エンディング）
  2. Let it go（「チェック!ザ・No.1」エンディング）
  3. Nobody's Perfect
2. Break away（2009年5月13日発売）
  1. Break away（「HEY! HEY! HEY! MUSIC CHAMP」4月・5月エンディング）
  2. リンス
  3. OUT TONIGHT!
3. Heaven〜愛しい人へ〜（2009年12月9日発売）
  1. Heaven〜愛しい人へ〜（「どぉーだ!Presents タカトシ牧場」10月～12月エンディング）
  2. Brand New Days（「チュー'sDAYコミックス 侍チュート!」10月～12月エンディング）

### アルバム
1. NEW WORLD（2020年1月28日発売）
  1. New world
  2. マリオネット
  3. 太陽を知らない朝
  4. LAD
  5. リリー
  6. Deep
  7. 高ぶり子
  8. We don't need magic 〜指輪物語〜
  9. 愛
  10. 不器用な私
  11. [Bonus track] Higher
2. No tears, No future （2022年1月21日発売）
  1. SHOW TIME
  2. 夢の間
  3. 筋トレオレラ
  4. NIGIRIPPE
  5. Dance with me
  6. Angae
  7. 愛が痛い
  8. おもかげ
  9. HERO
  10. 風